# Tam phỏng
Tam phỏng, còn gọi là tầm phỏng hay xoan leo (danh pháp khoa học: Cardiospermum halicacabum) là một loài thực vật có hoa trong họ Bồ hòn. Loài này được L. mô tả khoa học đầu tiên năm 1753. Cây thân thảo leo từ 1 - 2m. Lá kép có 3 lá chét, lá chét có dạng như lá chét của lá xoan, nên có nơi còn gọi nó là cây Xoan leo. Các lá kép mọc so le. Tua cuốn mọc đối. Quả nang có 3 ô phồng lên nên trong tiếng Việt gọi nó là cây Tam phỏng. Cây trồng dùng làm cảnh, hoặc có nơi dùng là chữa các bệnh ngoài da.

## Hình ảnh

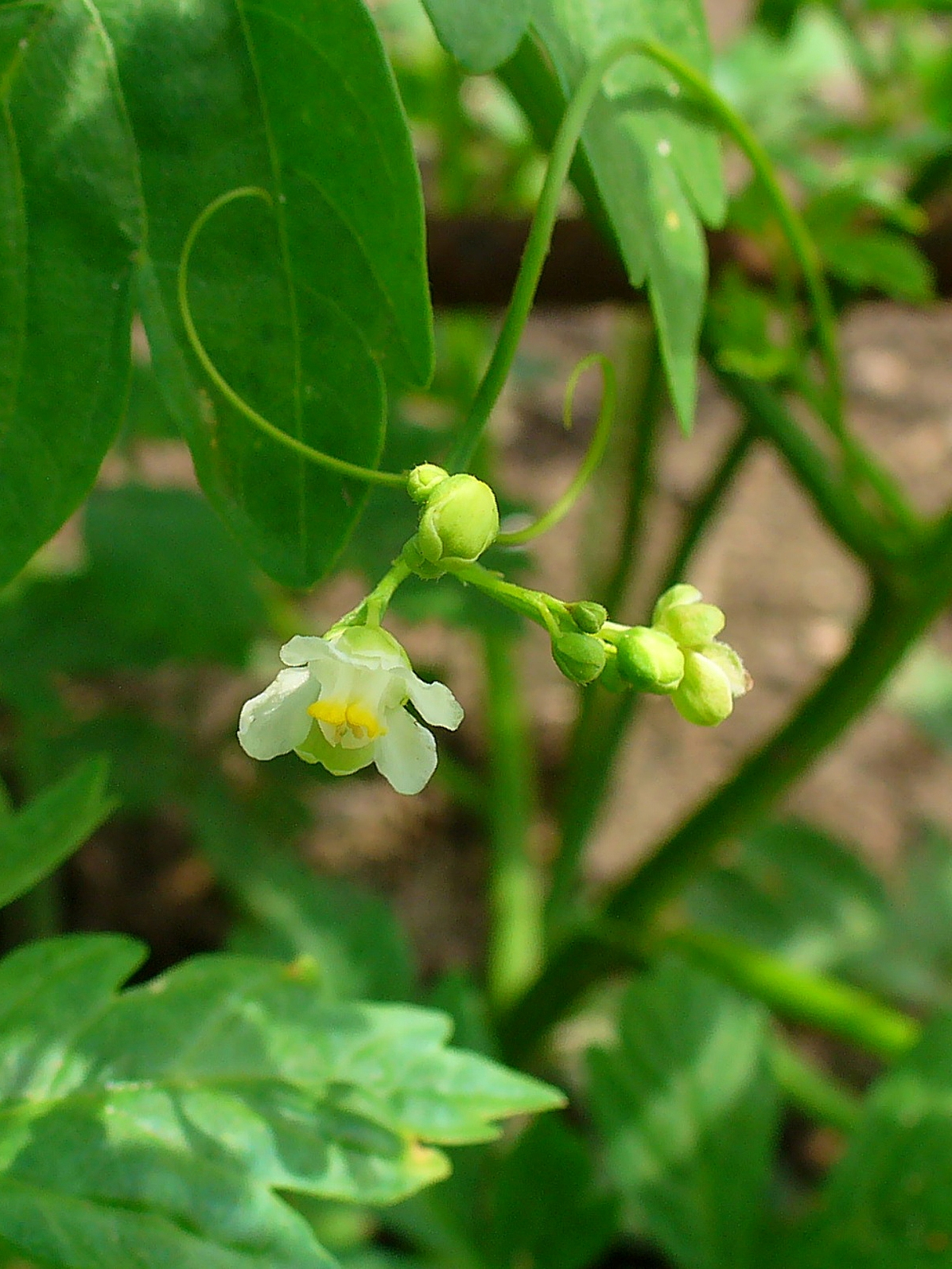
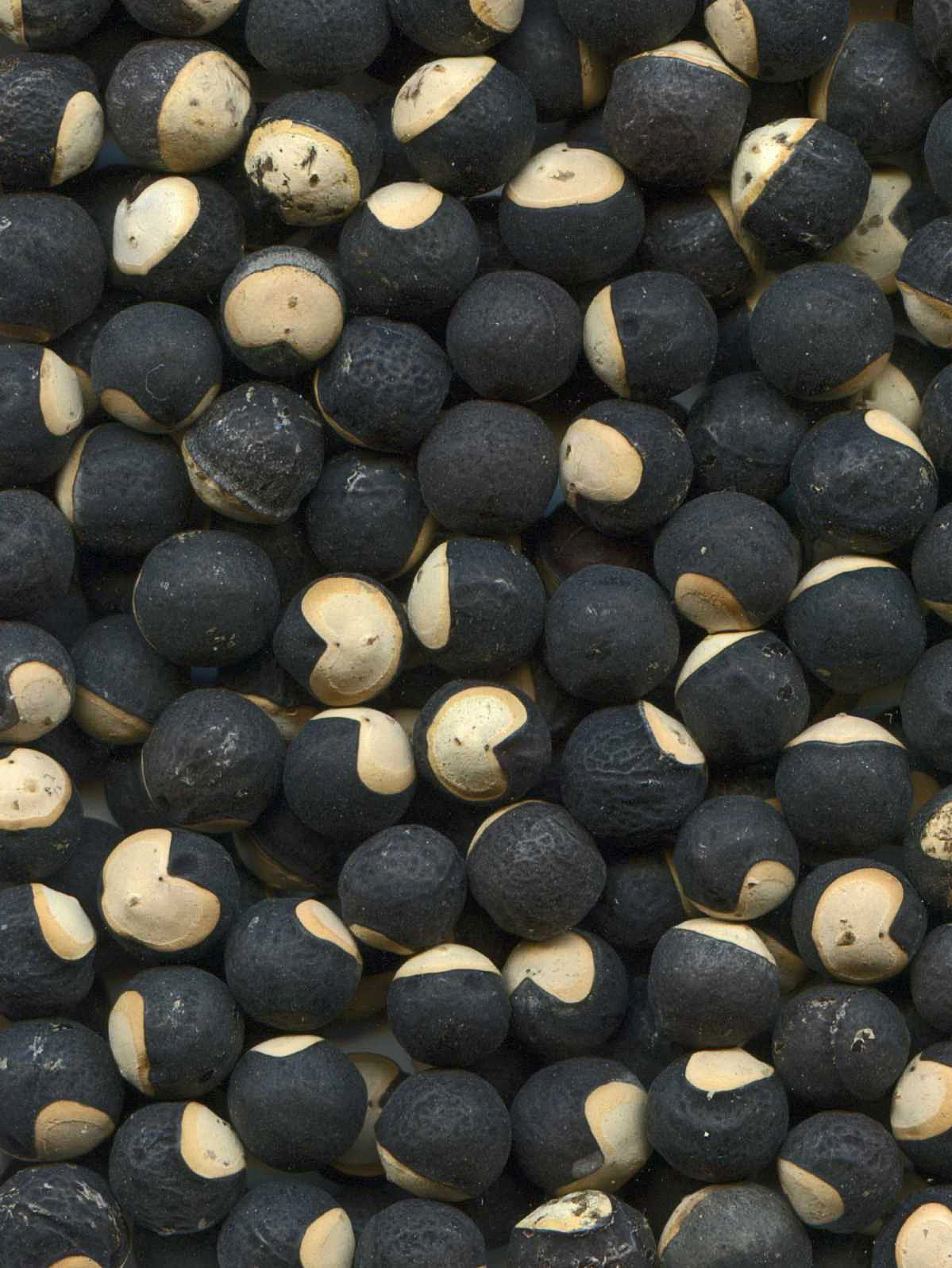
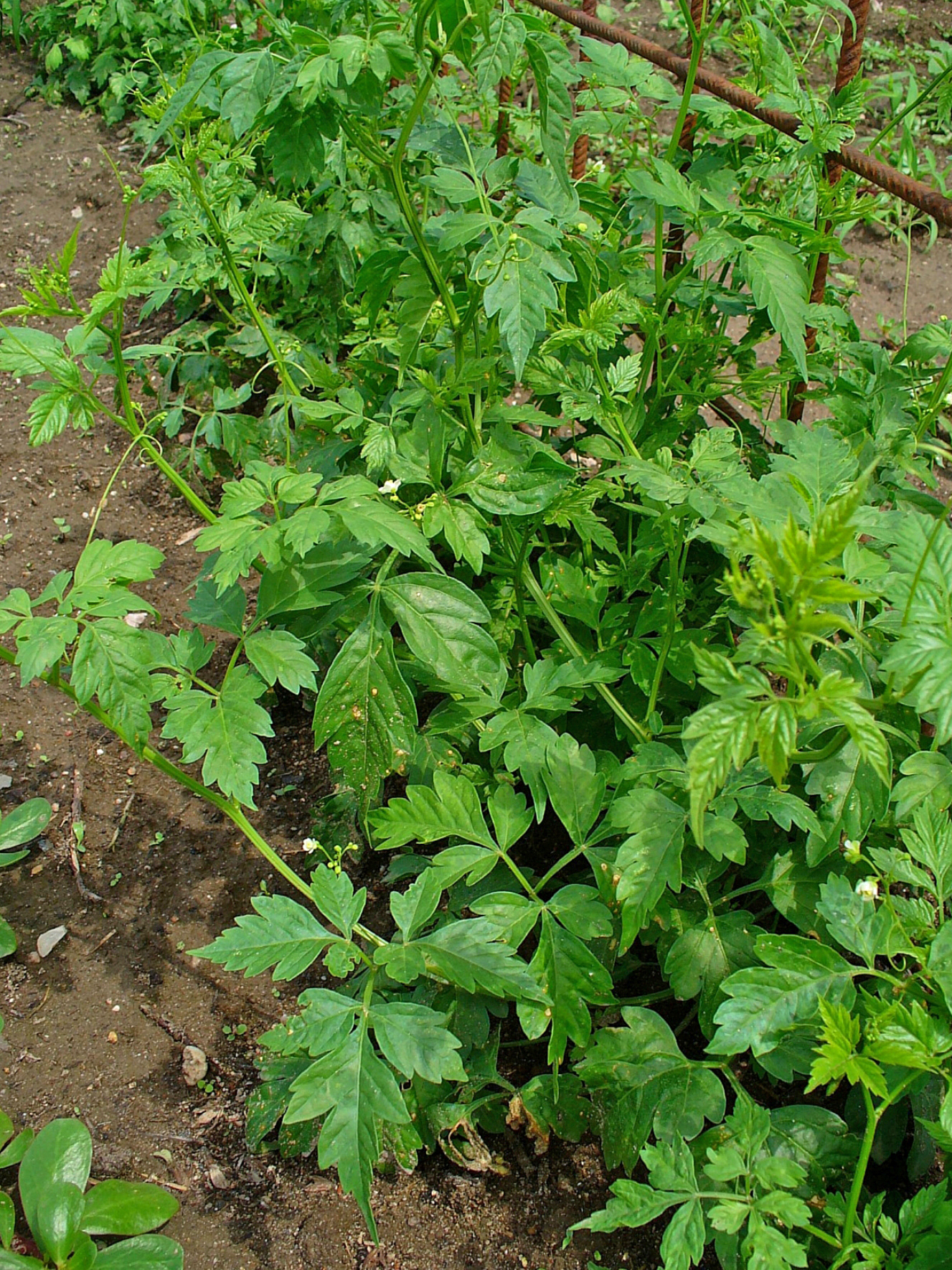
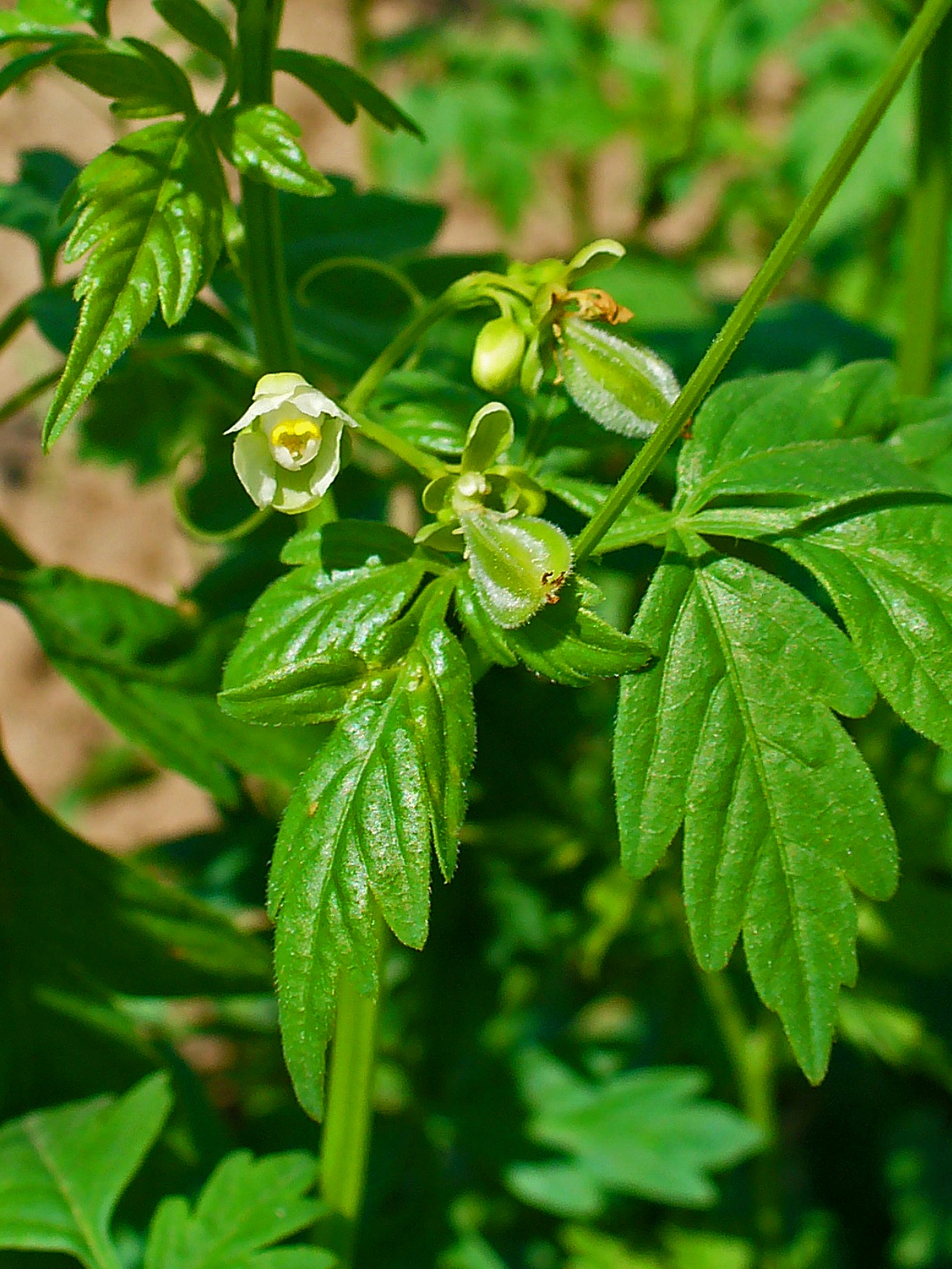